# Gianluca Gauzzi Broccoletti
Gianluca Gauzzi Broccoletti (Gubbio, 3 giugno 1974) è un poliziotto italiano con cittadinanza vaticana, comandante della Gendarmeria dello Stato della Città del Vaticano dal 2019.

## Biografia
Si è laureato presso l'Università La Sapienza di Roma in Ingegneria della Sicurezza e della Protezione. Lui e sua moglie hanno due figli.
È entrato a far parte del Corpo della Gendarmeria nel 1995. Nel 1999 è stato incaricato della progettazione e dello sviluppo della tecnologia di rete e dell'infrastruttura di sicurezza dello Stato della Città del Vaticano e anche della cybersecurity. Nel 2010 è stato trasferito al Centro Operativo di Sicurezza. È diventato dirigente nel 2017 e vice comandante nel 2018.
Ha coordinato la sicurezza a Castel Gandolfo quando i Papi Giovanni Paolo II e Benedetto XVI lo hanno utilizzato come residenza estiva. Ha contribuito a gestire la sicurezza tecnologica durante i conclavi del 2005 e del 2013. Ha rappresentato i Servizi di Sicurezza e Protezione Civile nei rapporti con le forze dell'ordine italiane. Ha anche testimoniato occasionalmente come perito in procedimenti penali vaticani.
Il 15 ottobre 2019 papa Francesco ha nominato Broccoletti come successore di Domenico Giani, che si è dimesso dopo che il settimanale italiano L'Espresso ha pubblicato materiale riservato relativo a un'indagine in corso su reati finanziari da parte di diversi dipendenti vaticani.